# Polystichum illyricum
Polystichum illyricum är en träjonväxtart som först beskrevs av Borb., och fick sitt nu gällande namn av Hahne. Polystichum illyricum ingår i släktet Polystichum och familjen Dryopteridaceae. Inga underarter finns listade.